# Guidina Dal Sasso
Guidina Dal Sasso (Asiago, 16 gennaio 1958) è un'ex fondista e politica italiana.
È moglie dell'allenatore di sci nordico Ferdinando Longo Borghini e madre di Paolo ed Elisa, entrambi ciclisti professionisti.

## Biografia

### Carriera sciistica
Ottenne il primo titolo in carriera nel 1975, vincendo i Campionati italiani juniores, e gareggiò ai massimi livelli fino al 1999, vincendo tra l'altro cinque volte la Marcialonga e undici titoli nazionali; interruppe due volte la sua attività agonistica per dedicarsi alla famiglia, dal 1978 al 1982 e dal 1991 al 1994.
In Coppa del Mondo ottenne il primo risultato di rilievo il 28 marzo 1982 a Štrbské Pleso (12ª) e il primo podio il 28 gennaio 1995 a Lahti (3ª).
In carriera prese parte a tre edizioni dei Giochi olimpici invernali, Sarajevo 1984 (24ª nella 5 km, 16ª nella 10 km, 10ª nella 20 km, 9ª nella staffetta), Calgary 1988 (27ª nella 5 km, 11ª nella 10 km, 19ª nella 20 km, 10ª nella staffetta) e Lillehammer 1994 (17ª nella 30 km), e a sei dei Campionati mondiali (4ª in staffetta a Thunder Bay 1995 il miglior risultato).

### Altre attività
Ha praticato anche skiroll (vincendo un titolo mondiale e tre europei), corsa in montagna (3ª ai Campionati del mondo di corsa in montagna 1985 a San Vigilio di Marebbe) e mezza maratona.
Dal 1999 al 2004 è stata consigliere comunale di Ornavasso; dal 2009 fa parte della giunta provinciale del Verbano-Cusio-Ossola, ricoprendo l'incarico di assessore con delega allo sport, al turismo, alle politiche sociali, al volontariato e alle pari opportunità.

## Palmarès

### Coppa del Mondo
- Miglior piazzamento in classifica generale: 11ª nel 1986
- 3 podi (tutti a squadre[4]):
  - 3 terzi posti

### Campionati italiani
- 40 medaglie[senza fonte]:
  - 11 ori[1][2] (5 in staffetta e 6 individuali[1], tra i quali: 10 km[senza fonte] nel 1978[1]; 10 km, 20 km nel 1985; 10 km, 20 km nel 1986[senza fonte])
  - 17 argenti (10 km nel 1980; 10 km nel 1982; 10 km nel 1983; 10 km, 20 km nel 1984; 5 km nel 1986; 10 km nel 1988; 5 km, 15 km, 30 km nel 1989; 10 km, 15 km nel 1990; 15 km nel 1991; 30 km nel 1994; 10 km, 15 km nel 1995; 15 km nel 1996)[senza fonte]
  - 12 bronzi (10 km nel 1979; 20 km nel 1982; 20 km nel 1983; 5 km nel 1984; 5 km nel 1985; 10 km nel 1987; 5 km nel 1994; 5 km, 30 km nel 1995; 5 km, 10 km nel 1996; 30 km nel 1998)[senza fonte]

### Campionati italiani juniores
- 2 ori (nel 1975 e nel 1976)[1]